# المشاش
المشاش بلدة تابعة لـمنطقة الوشم، تقع في شمال غرب مدينة الرياض في السعودية، وتبعد عنها 164كم. وتبعد عن محافظة شقراء 29 كم. وتبعد عن القصب بحوالي 8 كيلو في (لغف) النفود المسمى عريق البلدان. وتتبع إداريا محافظة شقراء التابعة لإمارة منطقة الرياض.
العوائل التي تسكن المشاش:قبيلة عتيبة وبعض من الغدير والمقحم والحميضي والشعلان  .

## التعداد السكاني
يبلغ عدد سكان المشاش من 200 إلى 400 نسمة تقريباً
بتاريخ 1439هجري

## تاريخها
يعود تاريخ بلدة المشاش إلى 250 عاما تقريباً.
وهي في بداية الأمر عبارة عن مزارع تابعه لاهالي القصب ثم جاء مقحم ابن محمد المقحم مع ابنائه الخمسه وبناته الاربعه فبنو القصور
و بحكم قربها من نفود عريق البلدان ووجود المياه العذبة التي تستخرج عن طريق حفر آبار وحفر بداخلها سراديب باتجاه النفود، يصل طول بعضها إلى 500 متر تقريباً.
ويتم وضع ثقوب أو فتحات لإخراج ناتج الحفر والتهوية والإضاءة تسمى محلياً (الخرائق) وتستخدم المياه للزراعة.

## الزراعة
تتميز المشاش بأرضها الزراعية والتي تصلح لزراعة النخيل، وتجود المشاش بأطيب أنواع النخيل فتنتج الدخيني والصقعي والخضري بالإضافة للخلاص وبعض الأنواع الأخرى.

## روابط خارجية
- الموقع الإلكتروني
- قناة اليوتيوب
- حساب انستقرام